# Swannell Ranges
Swannell Ranges är ett berg i Kanada.   Det ligger i provinsen British Columbia, i den centrala delen av landet, 3 600 km väster om huvudstaden Ottawa. Toppen på Swannell Ranges är 1 264 meter över havet, eller 109 meter över den omgivande terrängen. Bredden vid basen är 2,1 km.
Terrängen runt Swannell Ranges är kuperad åt nordost, men åt sydväst är den bergig. Trakten runt Swannell Ranges är nära nog obefolkad, med mindre än två invånare per kvadratkilometer.. Det finns inga samhällen i närheten.
I omgivningarna runt Swannell Ranges växer i huvudsak barrskog.